# Inayat Khan
Inayat Khan (Vadodara, 5 de julho de 1882 — Nova Deli, 5 de fevereiro de 1927) foi um músico e filósofo místico indiano. É tido como a primeira pessoa a levar o Sufismo ao Ocidente, sendo conhecido como o fundador da Ordem Sufi Internacional.

## Biografia
Nascido em 1882 em uma tradicional família de músicos, Inayat Khan desde cedo mostrou vocação tanto para a música quanto para a poesia. Tendo a vina como instrumento de escolha, viria a alcançar grande reconhecimento ainda jovem, ao se apresentar por toda a Índia em performances de músicas folclóricas indianas.
Paralelamente, seu já manifesto interesse por assuntos relacionados à espiritualidade crescia cada vez mais ao longo dos anos, e por algumas vezes disse ter tido visões de um homem de barba em seus sonhos. Este homem, o qual acabaria por encontrar em Hyderabad, se chamava Mohammed Abu Hashim Madani, e viria a ser seu mentor espiritual nos anos seguintes.
Inayat foi iniciado por Mohammed nas ordens sufi Chishti, Naqshbandi, Qadiri e Suhrawardi, e este foi seu mestre por quatro anos, até sua morte. Pouco antes de partir, porém, Mohammed instruiu seu discípulo a viajar a fim de “harmonizar Oriente e Ocidente pela magia de sua música”.
Dois anos depois, em 1910, Inayat Khan partiu para os Estados Unidos, onde inicialmente se apresentou em performances de música indiana. Neste primeiro momento, chegou a acompanhar dançarinas célebres como Mata Hari e Ruth St. Denis.
Em pouco tempo, porém, Inayat passou a ministrar palestras sobre o sufismo. Nos anos seguintes, viajou extensivamente não só pelos EUA como também pela Europa difundido seus ensinamentos, até fixar residência em Suresnes, comuna próxima a Paris, França.
Nesse período, fundou a Ordem Sufi no Ocidente (hoje chamada de Ordem Sufi Internacional), dedicada aos preceitos do Sufismo Universal, o qual se baseia na unidade de todos os povos e religiões. Muitas de suas palestras ministradas de 1914 até 1926 foram transcritas e compiladas por seus estudantes numa coleção de livros conhecida como A Mensagem Sufi.
Em 1926 retornou à Índia pela primeira vez em dezesseis anos, onde almejava ter um pouco de descanso. No entanto, sua fama já havia chegado a seu país natal, onde se viu novamente viajando com frequência, o que debilitou consideravelmente sua já fragilizada saúde. Inayat Khan morreria no ano seguinte, em Nova Deli, aos 44 anos, vítima de uma pneumonia.